# Aluminiet

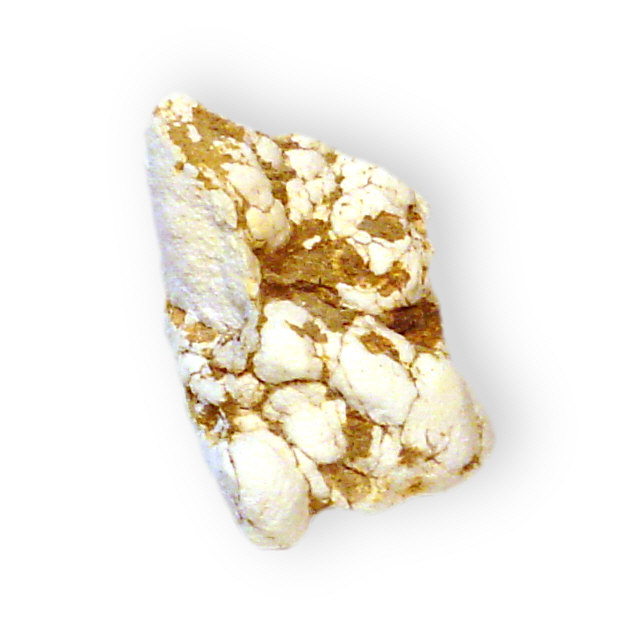
Aluminiet

Aluminiet is een mineraal. Het is een aluminiumsulfaat en heeft molecuulformule Al2SO4(OH)4·7(H2O), dus is gehydrateerd. Het wordt ook websteriet genoemd, naar de geoloog Thomas Webster uit Schotland. Het heeft een monoklien kristalstelsel, maar heeft zelden een duidelijke kristalvorm. Het is wit tot grijs-wit. Het is heel zacht met een hardheid op de schaal van Mohs van 1. Het ontstaat als oxidatieproduct van pyriet en marcasiet samen met aluminiumhoudende silicaten en klei. Het werd voor het eerst in 1807 beschreven in Halle in Duitsland. 

## Websites
- mindat.org. Aluminite.
- Aluminite Mineral Data